# Freital
Freital este un oraș din landul Saxonia, Germania.
1. ↑   http://freital.de/index.phtml?La=1&object=tx|530.4535.1&NavID=530.81&sub=0, accesat în 24 septembrie 2015 Lipsește sau este vid: |title= (ajutor)
2. ↑  Alle politisch selbständigen Gemeinden mit ausgewählten Merkmalen am 31.12.2018 (4. Quartal) (în germană), Statistisches Bundesamt[*], arhivat din original la 10 martie 2019, accesat în 10 martie 2019
3. ↑  Q17024048, accesat în 17 iulie 2016